# James Edward Smith
James Edward Smith, född 2 december 1759 i Norwich, död 17 mars 1828 i Norwich, var en engelsk botaniker och grundare av Linnean Society of London. 
Genom en stor gåva från vännen Sir Joseph Banks av en samling böcker, manuskript och exemplar från den svenska botanikern och naturhistorikern Carl von Linné, grundlade Smith sitt stora bibliotek av botaniska skrifter. Denna samling utökades sedan aktivt utökade fram till hans död och var vida känd bland botaniker runt om i Europa som ofta kunde besöka Smith för att utnyttja biblioteket.

## Biografi
Smith var en driven författare och tillbringade sina 30 sista år på att skriva böcker och artiklar om botanik. Bland hans verk kan nämnas Flora Britannica och The English Flora. Han bidrog med 3 348 botaniska artiklar till Ree's Cyclopædia mellan 1808 och 1819. Smith bidrog också med 7 volymer till den enda större botaniska publikationen under 1700-talet, Flora Graeca. Smith hade ett mycket gott samarbete med sin illustratör, James Sowerby, som han försåg med noga beskrivningar som skulle användas för att avbilda växter. Tidigare hade avbildningar av flora i England endast varit en estetisk fråga, men med det växande intresset för botanik och trädgårdar påbörjades illustrerade publikationer, som den exotiska A Specimen of the Botany of New Holland och English Botany i 36 volymer.
Smith invaldes 1786 som Fellow of the Royal Society och 1792 som utländsk ledamot nummer 156 av Kungliga Vetenskapsakademien. År 1797 blev han ledamot av Leopoldina och 1808 utländsk ledamot av Bayerische Akademie der Wissenschaften.
Auktorsnamnet Sm. kan användas för James Edward Smith i samband med ett vetenskapligt namn inom botaniken; se Wikipediaartiklar som länkar till auktorsnamnet.

## Privatliv
Smith var gift med Pleasance Reeve (1773-1877) som överlevde honom med 49 år. Hon redigerade hans memoarer och fortsatte sin avlidne man korrespondens. De är begravda tillsammans vid St. Margaret, Lowestoft.